# Blahočiní
Blahočiní (rusky благочи́ние), příp. blahočinný okres (благочиннический округ, blagočinničeskij okrug) je správní, respektive úřední jednotka Ruské pravoslavné církve, části eparchie, sdružující skupinu farností, které jsou ve vzájemném bezprostředním územním sousedství. V čele stojí „blahočinný“ (благочинный).
Analogickou institucí v římskokatolické církvi je děkanát, nebo proboštství v luteránských církvích.

## Historie
Zakládání okrsků v rámci eparchie, spravovaných zvláštním dohlížejícím duchovním, podřízeným přímo episkopům, bylo známo již v minulosti. Tito dohlížející duchovní byli kdysi známi jako „chorepiskopové“ či „periodeutové“, později na Rusi jako  „děsjatinniki“ (десятинники, tj. desátníci – srov. latinsky decanus, neboli děkan) a popští starostové, od první půli 18. století pak jako благочинные (blagočinnyje). Dříve se blagočinské okresy nazývaly též сороки (soroky); odtud pak pochází ruské pojmenování Moskvy jako „města čtyřiceti soroků“ (город сорока сороков).
Nejvyšším jmenným nařízením z prosince 1797, vyhlášeném výnosem Posvátného synodu z 24. března 1799, byla z důvodu zlepšení podmínek pro výkon povinností představených klášterů, episkopům udělena pravomoc, jednoho z představených jmenovat „blahočinným“ nad kláštery eparchie. Tímto způsobem na počátku 19. století v Ruské pravoslavné církvi vznikly dva typy blahočiní:
- sdružující farnosti nacházející se v bezprostřední blízkosti jedna od druhé, podle územní náležitosti
- klášterní blahočiní, sdružující kláštery eparchie.

Na počátku 20. století farní blahočiní obvykle zahrnovalo 10–30 sousedních chrámů. Bylo-li v okrese více než 15 farností, mohl být blahočinnému přidělen pomocník. Klášterních blahočiní v eparchii mohlo být více, v závislosti na množství klášterů. V případě správy ženských monastýrů mohla být jmenována „smotritělnica blagočinija“ (смотрительница благочиния, „dozorkyně blagočinná“) z řad igumenek nebo starších sester kláštera, byl-li jen jeden. Byl také jeden blahočinný stavropegiálních klášterů.
Ve 20. století v Ruské církvi existovala taktéž tzv. patriarší neboli stavropegiální blahočiní v zahraničí. Péče o ně byla svěřována jakémukoli archijereji, přičemž tato blahočiní byla podřízena přímo patriarchovi a nebyla již zahrnuta do eparchie. V současné době existují blahočiní holandské, turkmenské a jugoslávské.
S rozšířením působnosti Ruské církve do dalších zemí Evropy ve 20. století, se zdejší pravoslavná blahočiní začala nazývat děkanáty a jejich představení děkany.